# Город Устинов (арт-группа)
Город Устинов — российская арт-группа, созданная в 2010 году в Ижевске.

## История
Участники арт-группы «Город Устинов» родились в 1986 году, когда город Ижевск назывался Устинов. В выставках участвуют с 2006 года.
С 2010 года выступают совместно под именем «Город Устинов». Своих имён публично не называют.
В июне 2012 года арт-группа по итогам работы форума экспертов «StartArt. Культурный альянс» стала лауреатом фестиваля «Белые ночи в Перми».
В декабре 2012 года приняли участие в выставке «iЖевск» («Культурный альянс. Проект Марата Гельмана», Москва).
В 2013 году «Город Устинов» стал участником основного проекта 5-й Московской биеннале под кураторством Катрин де Зегер. На выставке художественный дуэт показал витрину со множеством своих работ из проекта «Острова».
В 2017 году микро-арт-группа приняла участие в 1-й Российской триеннале современного искусства, организованной крупнейшим в стране частным музеем «Гараж». На триеннале была показана инсталляция-лаборатория «Частицы», которая имела вид витрины — разомкнутого круга, одна из частей которой не была застеклена. В открытой (интерактивной) части витрины были размещены несколько пинцетов и небольшое количество песка и мелкого щебня. Посетителям выставки предлагалось складывать из этих песчинок свои собственные высказывания в продолжение работ «Города Устинова», расположенных рядом под стеклом.
Живут и работают в Ижевске.

## Персональные выставки
- 2015 — «Micromuseum Gent». MSK, Гент[5].
- 2013 — «Моменты-монументы» (квартирная выставка). Нижний Новгород.[6]
- 2012 — «Микротерритория», «Фабрика Свободного Времени: Микростритарт». Фестиваль «StartArt. Культурный альянс», Пермская Арт-резиденция, Пермь.
- 2012 — «Микротерритория». Краснодарский институт современного искусства, Краснодар.[7][8]
- 2011 — «Острова». «Племя Виноградной Косточки», кафе «DJем», Ижевск.
- 2007 — «Надвседневность». Кафе «КофеАрт»,  Ижевск.

## Цитаты
- «Город Устинов просуществовал всего 900 дней (1984 по 1987). Сегодня — это город Ижевск. Как место на карте Устинов не существует, но напоминание о нем осталось в паспортах у людей, родившихся в этот период. Участники арт-группы родились именно тогда и связывают своё творчество с местом, которого уже нет. Они пытаются изобрести собственное место рождения, пространство и время, начавшееся для них когда-то как город Устинов» — официальный сайт арт-группы «Город Устинов», 2011.
- «Город Устинов — скоро этих художников будут знать все…»[9][10] — Марат Гельман, 2012.